# Wildeshausen
Wildeshausen là một đô thị thuộc huyện Oldenburg bang Niedersachsen, Đức. Đô thị này có diện tích 89,47 km². Wildershausen nằm bên sông Hunte.
Năm 1648, Wildeshausen và các khu vực xung quanh đã được nhượng cho Thụy Điển, hòa ước Westphalia quy định khu vực này được chuyển cho Gustav Gustavsson af Vasaborg.